# Siegfried Rossberg
Siegfried Rossberg es un deportista de la RDA que compitió en piragüismo en la modalidad de aguas tranquilas. Ganó tres medallas en el Campeonato Mundial de Piragüismo de 1963 y siete medallas en el Campeonato Europeo de Piragüismo entre los años 1959 y 1963.

## Palmarés internacional
| Campeonato Mundial | Campeonato Mundial | Campeonato Mundial | Campeonato Mundial |
| Año                | Lugar              | Medalla            | Evento             |
| ------------------ | ------------------ | ------------------ | ------------------ |
| 1963               | Jajce (Yugoslavia) | Medalla de bronce  | K1 1000 m          |
| 1963               | Jajce (Yugoslavia) | Medalla de bronce  | K1 4 × 500 m       |
| 1963               | Jajce (Yugoslavia) | Medalla de oro     | K4 1000 m          |
| Campeonato Europeo |                    |                    |                    |
| Año                | Lugar              | Medalla            | Evento             |
| 1959               | Duisburgo (RFA)    | Medalla de oro     | K4 1000 m          |
| 1959               | Duisburgo (RFA)    | Medalla de bronce  | K4 10 000 m        |
| 1961               | Poznań (Polonia)   | Medalla de bronce  | K1 4 × 500 m       |
| 1961               | Poznań (Polonia)   | Medalla de oro     | K4 1000 m          |
| 1963               | Jajce (Yugoslavia) | Medalla de bronce  | K1 4 × 500 m       |
| 1963               | Jajce (Yugoslavia) | Medalla de bronce  | K1 1000 m          |
| 1963               | Jajce (Yugoslavia) | Medalla de oro     | K4 1000 m          |